# 八神剣太
八神 剣太（やがみ けんた、1986年4月12日 - ）は、日本の男性キックボクサー。神奈川鎌倉市出身。レジェンド横浜（旧ブライト横浜）所属。J-NETWORKフェザー級王者、REBELS-MUAYTHAIフェザー級王者、WPMF日本フェザー級王者の三冠王。
「ノーガードのトリックスター」の名の通り、多彩な技と抜群の身体能力、反射神経、反応速度、動体視力を武器とする。

## 来歴
2006年12月10日、「J-NETWORK J-FIGHT 13」にてプロデビュー。
2014年8月17日、「J-NETWORK J-KICK 2014 ～The sign of brave heart～ 3rd」にて行われたJ-NETWORKフェザー級タイトルマッチで当時"絶対王者"と目された小山泰明(建武館)に挑戦。右へ左へ構えをスイッチするトリッキーな動きで正統派の小山の持ち味を消し、3-0の判定勝ちで王座獲得。
2015年7月20日、「NJKF 2015 5th」にて、当時のWBCムエタイ日本王者の笹羅歩(笹羅ジム）と対戦。ノーガードの変則的な動きで攻撃を躱しながら笹羅の顔面を的確に捉え、3-0の判定勝ちで王者対決を制した。
2016年4月3日、「REBELS.42」にて行われたWPMF日本フェザー級王座決定戦にて、当時REBELS-MUAYTHAIフェザー級王者の清川祐弥(新宿レフティー)と対戦。サウスポースタイルから繰り出す清川の左ミドルを持ち前の反応速度で対処し、パンチで有効打に差を付け、3-0の判定勝ちで王座獲得。現役二冠王となった。
2017年2月23日、「J-KICK 2017～J-NETWORK 20th Anniversary～1st」にて行われたJ-NETWORKフェザー級タイトルマッチで宮﨑勇樹(MA日本キックボクシング連盟・相模原Sジム)の王座挑戦を受けた。卓越したディフェンステクニックと的確なカウンターで宮﨑の連打を封じ試合巧者ぶりを発揮、3-0の判定勝ちで初防衛に成功。
2017年4月16日、「REBELS.50」にて行われたREBELS-MUAYTHAIフェザー級王座決定戦で、INNOVATIONフェザー級王者闘ふ神主 櫻木崇浩（武勇会）と対戦。前蹴りとバックスピンキックで櫻木のリズムを乱し、ローキックで有効打を印象付け、2-1の判定勝ちで王座獲得。メジャー団体の三冠王となった。

## ファイトスタイル
腕を下げた状態で構え、ブロックガードをしないノーガードの型破りなスタイルで相手を翻弄する。
持ち前の身体能力、反射神経、反応速度、動体視力を駆使してスウェーバック、ダッキング、ウィービング等を瞬時に行い、的確なカウンターを繰り出す。
構えが決まっておらず、場面場面で右へ左へ構えをスイッチする。
多彩な技を持ち非常にトリッキーなため、特に小山泰明、清川祐弥、笹羅歩、櫻木崇浩等の正統派スタイルの選手との対戦では、相手の持ち味を消し、試合の主導権を握る。

## 人物
師匠がいない為、練習法、減量法、ファイトスタイル等、全て自己流。
自身を指導するトレーナーが居ない、リングがない等の環境の中で、メジャーキックボクシング団体のタイトルを３つ獲得した非常に稀な選手。
普段は練習をせず、試合が決まらない限りはロードワーク、サンドバッグ、ミット打ち等の通常の選手が行っているトレーニングをしていない。
試合前でもサンドバッグを使った練習は一切しない、筋力トレーニングは器材を使わず週2回の自重を使ったトレーニングのみと、練習量は少ない。
ドラゴンクエスト序曲で入場し、トップロープを飛び越えてリングインするのが恒例。

## 獲得タイトル
- 第7代J-NETWORKフェザー級元王座
- 第2代REBELS-MUAYTHAIフェザー級元王座
- WPMF日本フェザー級元王座